# Traversayinseln
Die Traversayinseln (englisch Traversay Islands) sind eine Inselgruppe im subantarktischen Südatlantik. Zu dem Archipel, der im Norden der Südlichen Sandwichinseln liegt, gehören die drei unbewohnten Inseln Zavodovski, Leskov und Visokoi. 
Die Traversayinseln zählen politisch zum Britischen Überseegebiet „Südgeorgien und die Südlichen Sandwichinseln“. Von Südgeorgien, der Hauptinsel des Gebietes, liegt die Gruppe etwa 550 km entfernt.
Die Inselgruppe wurde 1819 von der russischen Antarktis-Expedition unter Fabian Gottlieb von Bellingshausen entdeckt und nach Marquis de Traversay (1754–1831) benannt, der, seit 1791 im Dienst der russischen Marine und seit 1811 ihr Minister, damit die behördliche Oberaufsicht über die Expedition ausübte.
Die Inseln sind allesamt unbewohnt – auf ihnen leben allerdings zahlreiche Seevögel und Robben.